# Oetwil an der Limmat
Oetwil an der Limmat är en ort och kommun i distriktet Dietikon i kantonen Zürich, Schweiz. Kommunen har 2 593 invånare (2023).